# Zëro
Zëro est un groupe de rock français, originaire de Lyon, en France.

## Biographie
Zëro est formé en 2006 sur les cendres de Bästard et Deity Guns (1989-1993, et un album, "Trans-Lines Appointment" produit par Lee Ranaldo de Sonic Youth en 1992) et sort un premier album chez ici d'ailleurs en 2007. 
En 2015, après quatre albums, le groupe devient un trio à la suite du départ du guitariste François Cuilleron (ancien membre lui aussi de Bästard).  
Toujours 2015, le groupe accompagne Virginie Despentes sur une lecture musicale de "Requiem des innocents" de Louis Calaferte. Ils seront rejoints en 2017 par l'actrice Béatrice Dalle pour les lectures musicales de Pasolini. 
En 2018, le groupe publie son double album Ain't that Mayhem?,.
En 2019, ils créent un ciné-concert sur le film "Cloverfield" de Matt Reeves, et ils composent la musique du spectacle "Viril", en tournée en 2020-21, aux côtés de Virginie Despentes, Béatrice Dalle et la rappeuse Casey.

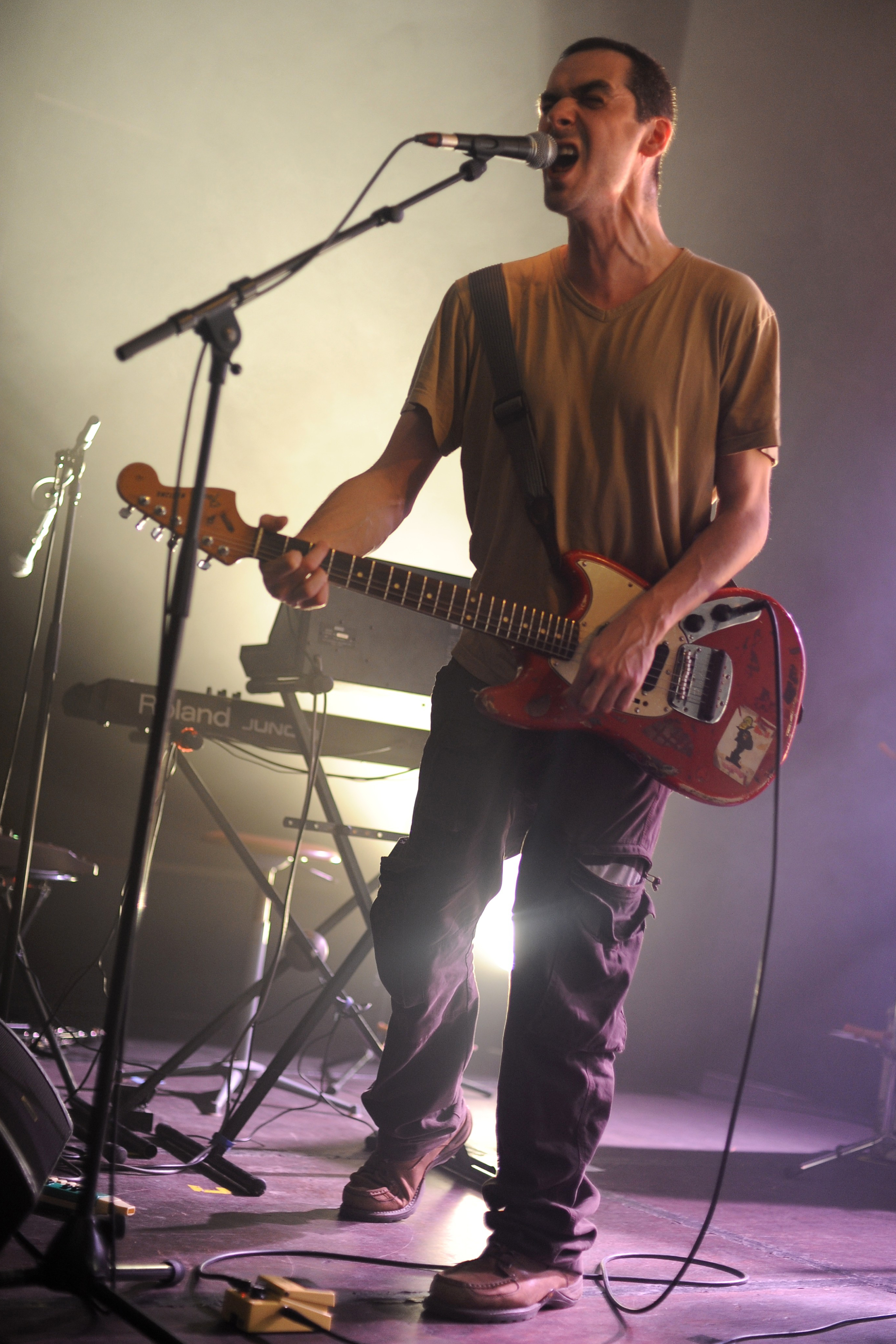
Eric Aldéa. Zëro. 2008.

## Projets parallèles
Éric Aldéa s'est consacré à divers projets et collaborations ("Saturno o Cipolla ?" en 2002, Narcophony en 2003 avec Ivan Chiossone, relecture du "Spiral Insana" de Nurse with Wound ; "Kabul" en 2005, toujours avec Ivan Chiossone, bande originale de l’adaptation du roman de l’écrivain et cinéaste Atiq Rahimi, Terre et Cendres ; "Narcophony Plays the Residents", en hommage au combo californien en 2005).
Franck Laurino fait partie de "Spade and Archer", avec Cédric Beron (On vous ennuie, 2003 ; Highway to Jail, 2006), et d' "Orchard", avec Aidan Baker (Nadja), Gaspar Claus (Pedro Soler, Angélique Ionatos...),et Maxime Tisserand (Chapelier Fou)
Ivan Chiossone a fait partie du duo jazz experimental "Les Membres" avec Pierre Citron (1999-2005), a réalisé les 3 albums de Narcophony avec Eric Aldéa, compose en solo, et a travaillé pour le documentaire avec Claude Bossion.

## Membres

### Membres actuels
- Éric Aldéa - guitare, basse, chant
- Franck Laurino - batterie
- Ivan Chiossone - claviers, guitare

### Ancien membre
- François Cuilleron (2007-2014) - guitare, basse, claviers

## Discographie
- 2007 : Go Stereo (10")
- 2007:  Joke Box (CD Ici d'Ailleurs)
- 2008 : Recorded Live Epicerie Moderne Oct 28 2008 (CDr)
- 2009 : Bobby Fischer (10")
- 2009 : Diesel Dead Machine (CD, LP Ici d'Ailleurs)
- 2010 : Zëro/Marvin Rosemary K's Diaries (10", Ltd)
- 2010 : Minorpieces (CDr)
- 2011 : Hungry Dogs (In the Backyard) (CD, LP Ici d'Ailleurs)
- 2014 : Places Where We Go In Dreams (CD, LP Ici d'Ailleurs)
- 2016 : San Francisco (CD, LP Ici d'Ailleurs)
- 2016 : Superbad / There Was A Time (7", Num)
- 2018 : Ain't that Mayhem? (CD, 2LP Ici d'Ailleurs)
- 2019 : Pasolini Dalle Despentes Zëro (zeromusik.bandcamp.com)
- 2020:  Requiem des Innocents (avec Virginie Despentes)  (CD, 2LP Ici d'Ailleurs)